# Gillis Claesz. de Hondecoeter

Portret van Gillis Claesz. de Hondecoeter

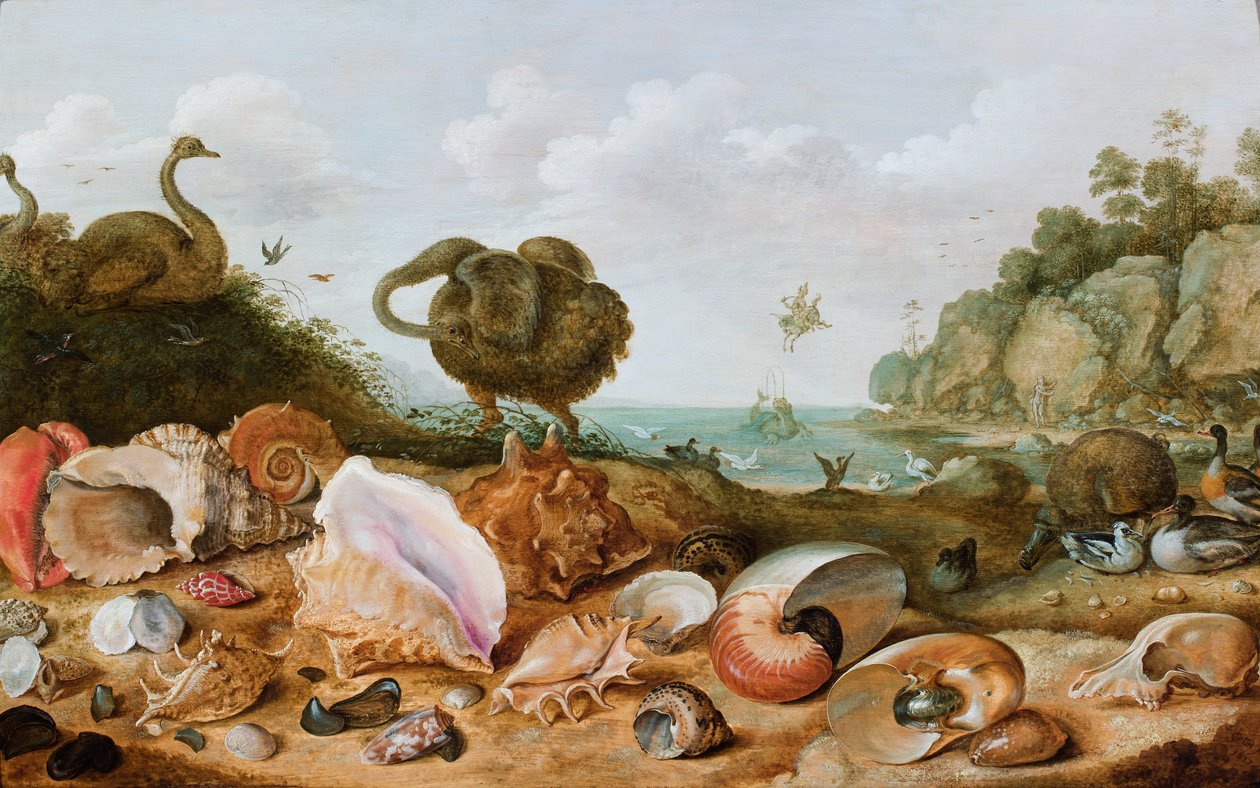
Perseus en Andromeda met een dodo en zeeschelpen, 1627

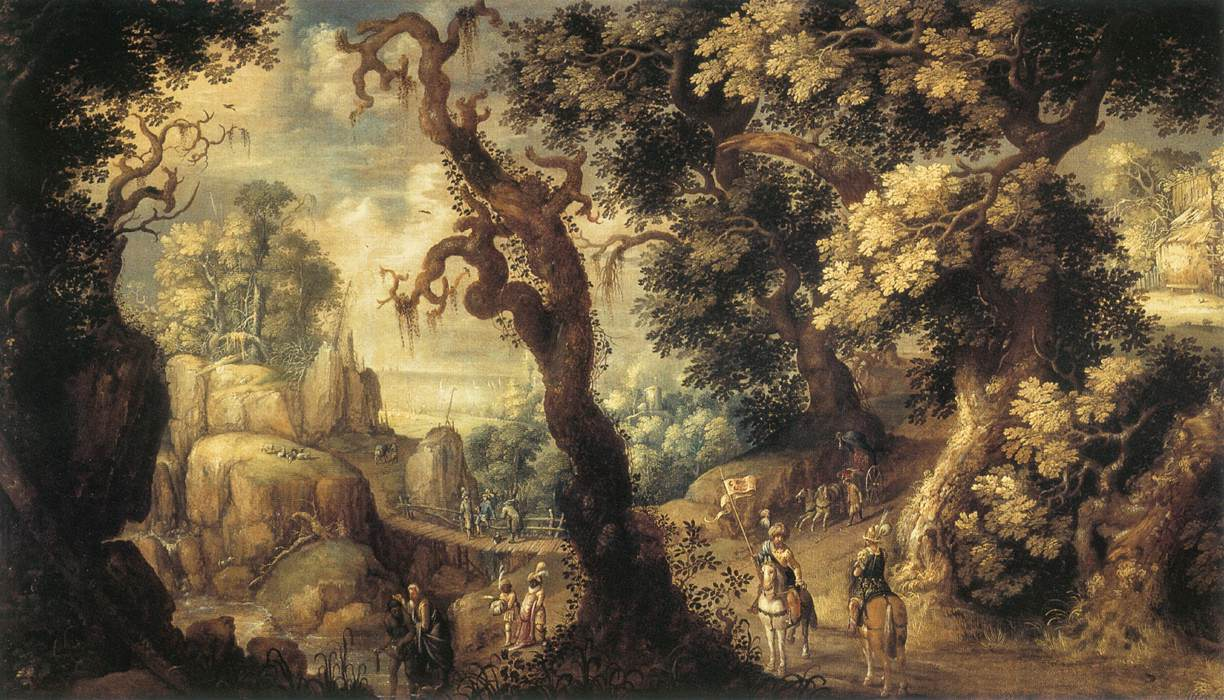
De doop van de Moorse kamerling, Snijders&Rockoxhuis, Antwerpen

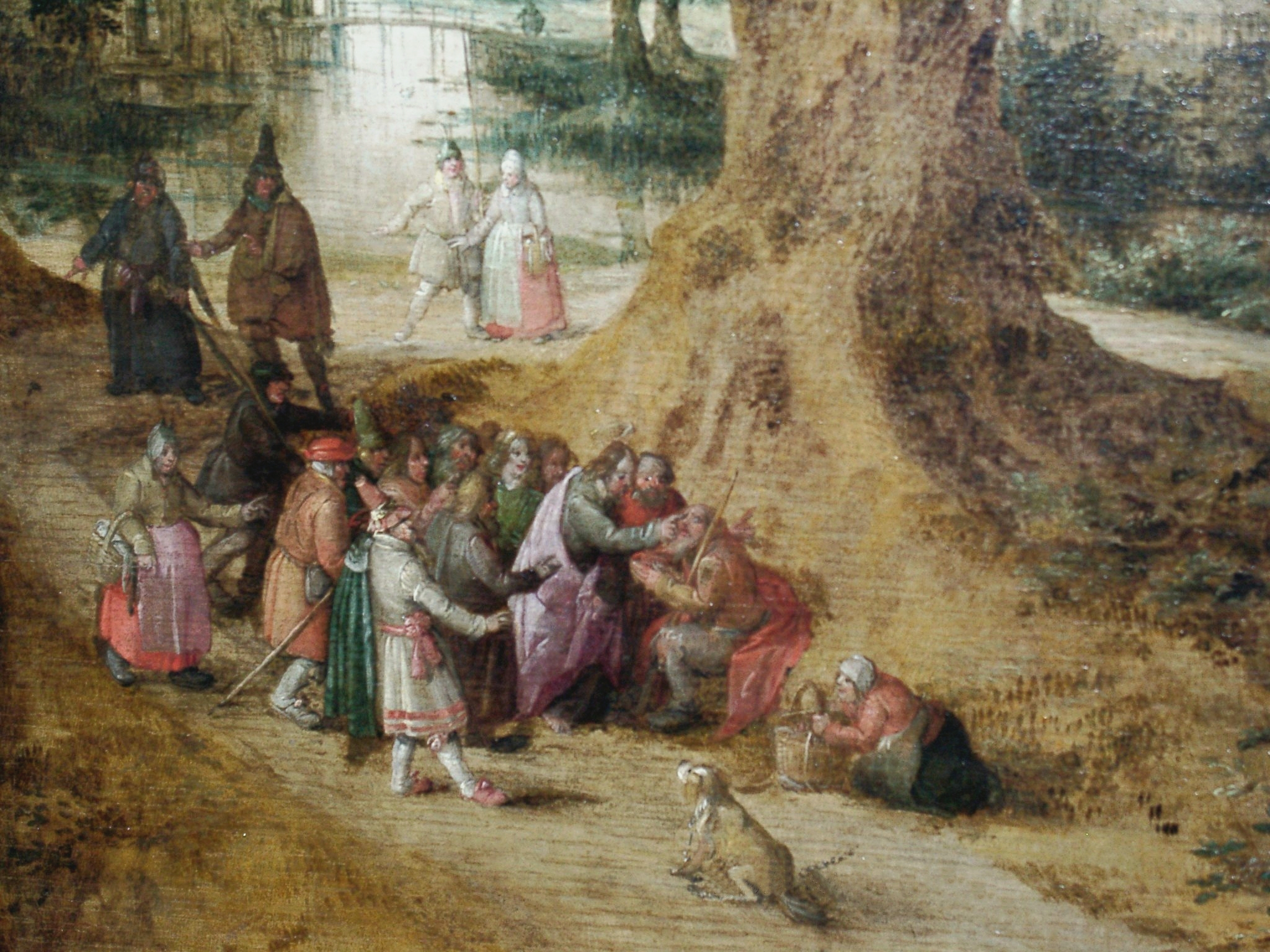
Christus geneest de blindgeborene (detail), 1608, Museum Geelvinck Hinlopen Huis, Amsterdam (met David Vingboons)

Gillis Claesz. de Hondecoeter of d'Hondecoeter (Mechelen, ca. 1575 – Amsterdam, begraven 17 oktober 1638) was een Zuid-Nederlands kunstschilder. Hij was de vader van de schilder Gijsbert de Hondecoeter, de schoonvader van Jan Baptist Weenix en de grootvader van de succesvolle Jan Weenix en Melchior de Hondecoeter. Het schilderen van pluimvee en wild, door hem gepopulariseerd, werd een geliefd en succesvol onderwerp van zijn schilderende (klein)kinderen.

## Biografie
Gillis de Hondecoeter was de zoon van de Mechelse schilder Nicolaes Jansz. d'Hondecoeter, die uit economische overwegingen en niet om geloofsredenen via Antwerpen naar Delft vluchtte. Nicolaes Jansz. d'Hondecoeter en zijn vrouw Janneken van der Burcht lieten op 13 april 1585 hun dochter Maria in Antwerpen dopen. Maria werd in de Calvinistische periode in het geheim gedoopt. Dit zou betekenen dat Nicolaes Jansz. d'Hondecoeter en/of Janneken van der Burcht in die tijd katholiek waren en dus niet gereformeerd zoals Arnold Houbraken schreef. Gillis trad in Delft in 1602 in het huwelijk met Maaijke Gijsbrechts. Zij kregen tien kinderen. Gillis was bezig met zijn opleiding in Utrecht, maar zou rond 1610 (en niet 1615) naar Amsterdam verhuizen, waar hij zes kinderen liet dopen. In 1622 stierf zijn vrouw. 
Hij hertrouwde in 1628 in Amsterdam met de 20-jarige Anna Spiering. Anna Spiering was de dochter van Jacques Spiering en Margriete Henkels. Jan Weenix vertelde Arnold Houbraken dat zijn grootvader een goedgebouwd en welbespraakt man was. Anna Spiering wees het aanzoek van De Hondecoeter af, die zijn vader had gevraagd het woord te doen. Zij bleek wel onder de indruk van Gillis. Uiteindelijk heeft hij haar getrouwd.
Gillis de Hondecoeter woonde op het Singel, tussen de Regulierspoort en de Heiligeweg. Nadat Gillis Claesz. was overleden, hertrouwde weduwe Anna Spiering in 1639 een zoon van Willem Blaeu, uit de familie van cartografen en uitgevers.  
Gillis Claesz. de Hondecoeter schilderde fantasielandschappen in de Vlaamse traditie, vaak met een religieus motief. Aanvankelijk in de trant van Gillis van Coninxloo, maar later meer op de manier van Roelant Savery. Het religieuze motief - in de middeleeuwen nog centraal - verschoof steeds meer naar de periferie. Zijn landschappen werden steeds Hollandser van karakter en hij had een grote voorliefde voor het uitbeelden van vogels en dieren. Het schilderen van figuren liet hij over aan de ook uit Mechelen afkomstige David Vinckboons.